# 송희채
송희채(1992년 4월 29일 ~ )은 대한민국의 남자 배구 선수이며, 서울 우리카드 위비의 선수이다. 2013-2014 신인 드래프트에서 전체 3순위로 안산 OK저축은행 러시앤캐시에 입단하였다.

## 약력
송희채는 경기대학교 1학년 때부터 당당히 주전으로 활약하였고, 이민규, 송명근과 함께 경기대 3인방으로 불리며 대학배구에서 큰 주목을 받았다. 이를 바탕으로 신생팀이였던 안산 OK저축은행 러시앤캐시에 전체 3순위로 지명되었다.

### 안산 OK저축은행 러시앤캐시시절

#### 2013-2014시즌
신생팀이였던 안산 OK저축은행 러시앤캐시에 전체 4순위로 지명되었다. 데뷔 시즌부터 팀의 주전자리를 꿰찼으며, 팀의 리시브, 공격, 수비를 담당한다.

#### 2014-2015시즌
데뷔 첫 해를 무사히 마치고, 두 번째 시즌에는 리그 최고의 공격수이자 미들블로커인 시몬과 함께 팀의 챔피언 결정전 우승에 기여하였다. 챔피언 결정전에서는 경기를 끝내는 결정적인 서브에이스를 터뜨렸다.

#### 2015-2016시즌
세번째 시즌에는 시몬과 송명근과 함께 전반기 1위를 차지하였다. 하지만 현대캐피탈 스카이워커스의 후반기 18연승 대기록으로 인해 정규리그 우승을 내주었다. 그러나 플레이오프에서 삼성화재를 이기고, 챔피언결정전에서도 현대캐피탈을 3-1로 누르고, 2연패를 달성하는데 기여를 하였다.

#### 2016-2017시즌
시즌 초반 트라이아웃 제도로 인해 시몬이 떠나고, 송명근의 무릎수술로 인한 부상때문에, 팀의 거의 모든 부분을 혼자 책임져야 했다. 외국인 선수의 기량 미달로 인해 공격의 대부분을 혼자 하였다. 혼자 고군분투하였으나, 팀은 일찌감치 봄배구에서 탈락하였고, 최하위로 시즌을 마치는 굴욕을 당하였다.

#### 2017-2018시즌
시즌 초반 개막 2연승을 거두는데 큰 활약을 하였다. 하지만 이후 경기에서 팀은 8연패로 부진하는등 최하위를 면치 못하였다. 하지만 2017녀 12월 26일 의정부 KB손해보험 스타즈와의 경기에서 팀 최다득점인 17점으로 활약하면서 8연패를 끊는데 일등공신이 되었다.
시즌이 끝난후 입단동기인 이민규, 송명근과 함께 FA 자격을 얻었으나 동기들과는 다르게 원소속구단과 협상이 결렬되면서 시장에 나왔다.
5월 17일에 군입대한 류윤식의 빈자리를 매꾸기 위해 대전 삼성 블루팡스에서 관심을 보이면서 FA 계약을 맺었다.

### 대전 삼성 블루팡스시절
2018년 5월 17일에 연봉 3억 8000만원에 대전 삼성 블루팡스와 FA 계약을 맺었다. 보상선수로는 부용찬이 지명되었다.
이적 후 열린 코보컵에서 에이스 못지 않은 맹활약을 펼치면서 29표 중 28표를 얻으면서 압도적으로 대회 최우수 선수상을 수상하였다. 시즌중에도 주전 레프트로 활약하였다.
2019-2020시즌을 앞두고 폐렴으로 인해 수술을 받고 휴식하면서 시즌 준비가 늦어졌다. 이 여파로 인해 시즌들어서 제 컨디션을 찾지 못하면서 부진하였다.

### 서울 우리카드 위비시절
2019-2020시즌 종료후 본인의 29번째 생일날 4:3 대형트레이드로 서울 우리카드 위비로 이적하게 되었다.

### 안산 OK금융그룹 읏맨2기
2023년 송명근과의 트레이드로 인해 데뷔팀으로 돌아오게 되었다.

## 수상 경력
- 2018 KOVO컵 최우수선수상

## 경력 사항
- 2014 제17회 인천 아시안게임 남자 배구 국가대표
- 2018 발리볼네이션스컵 남자 배구 국가대표